# Maylen Delís
 Maylen De la Caridad Delís Tamayo (Havana, 23 de novembro de 1993) é uma jogadora de vôlei de praia cubana.

## Carreira
Em 2018 ao lado de Leila Martínez disputou a edição dos Jogos Centro-Americanos e do Caribe sediados em Barranquilla conquistando a medalha de ouro e com esta parceria conquistou o primeiro título no Circuito Mundial de 2018, no Aberto de Aberto de Aidim, categoria uma estrela 

## Títulos e resultados
- Torneio 1* de Aidim do Circuito  Mundial de Vôlei de Praia:2018